# Calendario solar
El calendario solar es aquel calendario cuyos días indican la posición de la Tierra en su movimiento de traslación en torno al Sol. Los calendarios solares, que dividen el tiempo según los movimientos aparentes del sol, también están en fase con las estaciones durante el año. Se adaptan así a las necesidades de los agricultores, cuyas actividades agrícolas exigen la sincronización de los cultivos con las estaciones: período de siembra, gestión de las reservas de alimentos entre dos cosechas.
Los calendarios elaborados de esta forma poseen un año de 365 días, que se amplia normalmente agregando un día extra en los años bisiestos.
Los egipcios parecen haber sido los primeros en desarrollar un calendario solar tras una reforma que sustituyó por este el tradicional calendario lunar. Para ello utilizaron como punto fijo la reaparición anual de la salida del sol de la estrella del perro, Sirio o Sothis, en el cielo oriental, que coincidía con la inundación anual del río Nilo. Construyeron un calendario de 365 días, que consta de 12 meses de 30 días cada uno, con 5 días añadidos al final del año. Sin embargo, el hecho de que los egipcios no tuvieran en cuenta la fracción adicional de un día hizo que su calendario se desviara gradualmente hacia el error.

## Teoría del calendario
La duración media del año tropical desde el año 2000 es de 365,2421897 días, es decir, aproximadamente 365,2422 días. Por lo tanto, el año calendario en el calendario solar debe ser de 365 días, un año común, o de 366 días, un año bisiesto. Para que la duración media del año natural se aproxime a la duración del año tropical, se necesita un sistema de inserción de años bisiestos. Para determinarlo, puedes descomponer la parte fraccionaria de la duración del año tropical en una fracción continua:
{\displaystyle 0.2422={\frac {2422}{10000}}={\frac {1}{4+{\frac {1}{7+{\frac {1}{1+{\frac {1}{3+{\frac {1}{4+{\frac {5}{8}}}}}}}}}}}}}.
Al dividir esta fracción en diferentes etapas de división, puede obtener las siguientes reglas para introducir años bisiestos de diferente precisión:
{\displaystyle {\frac {1}{4}};{\frac {7}{29}};{\frac {8}{33}};{\frac {31}{128}};...},

donde el denominador es el número de años en un ciclo de calendario y el numerador es el número de años bisiestos en ese ciclo. Por lo tanto, la duración promedio de un año calendario en días en estos sistemas de calendario es:
{\displaystyle 365,25000;\,365,24138;\,365,24242;\,365,24219;...}.
Dado que el año tropical se define como el período entre dos pasajes sucesivos del Sol del mismo equinoccio , entonces, cuando se habla de la precisión del calendario, se suele hablar del equinoccio vernal. Entonces, uno de los requisitos para el calendario solar es el hecho de que el momento en que el Sol pasa el equinoccio vernal al final del ciclo del calendario debe caer en la misma fecha.
El primer sistema de año bisiesto con una intercalación en cuatro años existió en el calendario juliano. Dado que la duración media del año del calendario juliano es 0,00780 días más largo que el tropical, se acumula un error de 1 día a lo largo de 128 años y el día del equinoccio vernal se desplaza hacia el invierno. El ciclo de 29 años nunca se ha utilizado. El ciclo de 33 años fue propuesto por Omar Jayam y formó la base del calendario persa. El ciclo de 128 años fue propuesto por Johann Heinrich von Mädler en 1864, pero no fue adoptado en ningún calendario.
Esta forma de organizar el calendario no es la única posible. Ha habido numerosos intentos de mejorar el calendario juliano. El nuevo calendario era, por un lado, para ser más preciso, por otro lado, no muy diferente del juliano. En el calendario gregoriano, la secuencia de los años bisiestos se mantiene prácticamente invariable: se añade la regla de que sólo son bisiestos aquellos años seculares , cuyo número de siglos es divisible por 4 sin resto. Así, de 400 años se tiran 3 días extra, es decir, el ciclo calendárico completo del calendario gregoriano es de 400 años, y su duración media es:
{\displaystyle {\frac {97\cdot 366+303\cdot 365}{400}}={\frac {146097}{400}}=365,2425} días.

Se acumula un error de un día cada aproximadamente 3.300 años.
Otra opción para mejorar el calendario juliano fue el Nuevo calendario juliano, propuesto por Milutin Milanković. En este calendario, la secuencia de los años bisiestos es la misma que en el calendario juliano, pero se ha introducido una regla adicional según la cual un año centenario se considera bisiesto si, al dividirlo por 900, el resto queda en 200 o 600. El ciclo completo de dicho calendario es de 900 años, durante los cuales se descartan 7 días adicionales. El año medio de este calendario es de 365,24222 días, lo que da un error de 1 día en unos 50.000 años. Este calendario es utilizado por varias iglesias ortodoxas.
Tanto el calendario gregoriano como el nuevo juliano tienen un inconveniente significativo en comparación con los calendarios dados al principio. La inserción de un año bisiesto en ellos es muy desigual. Debido a esto, a pesar de la duración promedio bastante precisa del año, el día del equinoccio vernal en diferentes años dentro del ciclo del calendario puede caer en días diferentes.
También se debe tener en cuenta que la creación de calendarios más precisos tienen poco sentido, porque debido a la desaceleración secular de la rotación de la Tierra alrededor de su eje, la cantidad de días en un año tropical está disminuyendo lentamente.

## Ejemplos
El calendario solar fue adoptado posteriormente por el calendario juliano, antecedente del calendario gregoriano. Ambos tienen un año de 365 días, que se amplía a 366 una vez cada cuatro años, sin excepción, por lo que tienen un año medio de 365,25 días. A medida que los calendarios solares se volvieron más precisos, evolucionaron en dos tipos.
Otros calendarios solares son: 
- Calendario gregoriano
- Calendario juliano
- Calendario bahaí
- Calendario hindú

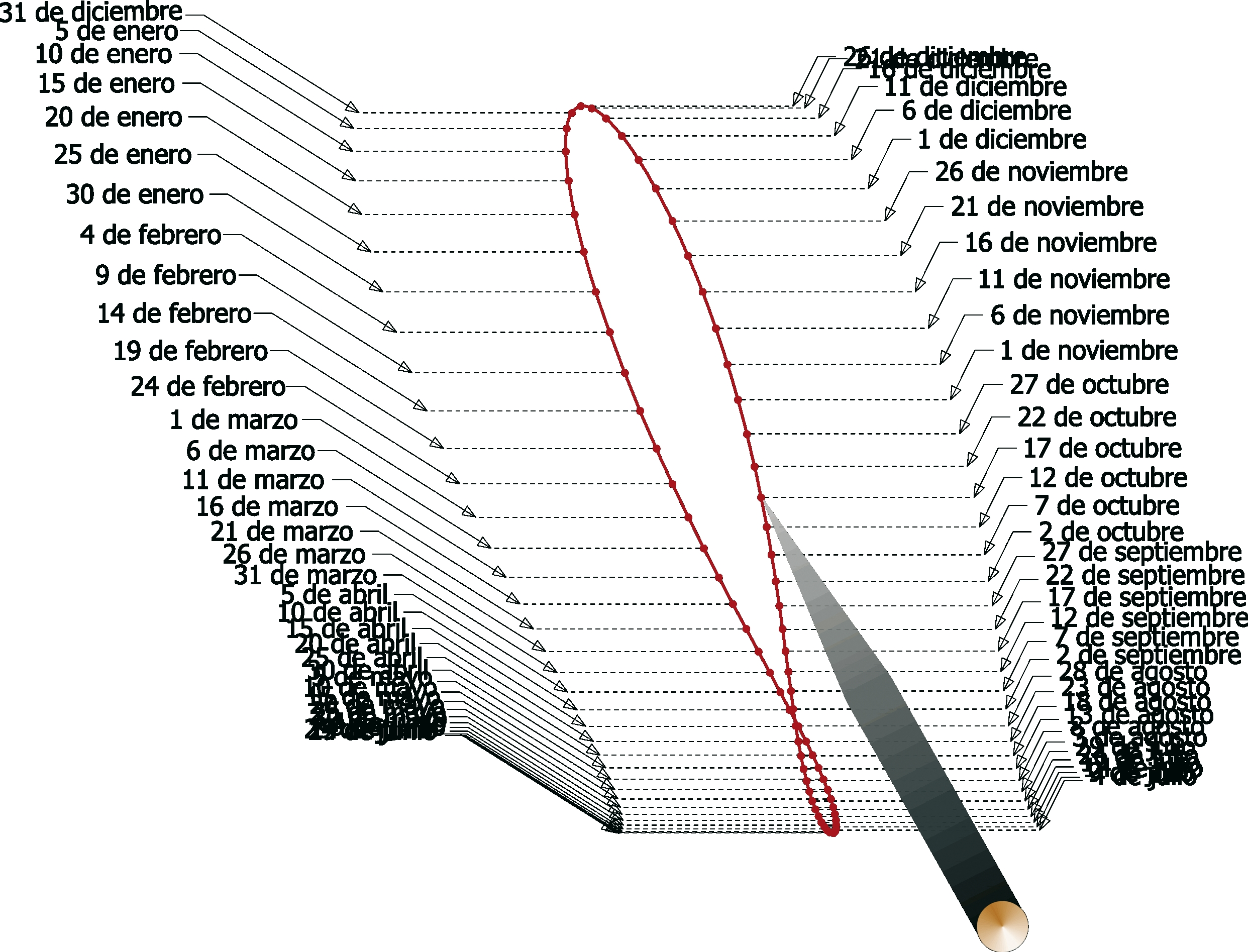
La sombra de una barra se mueve según el movimiento del sol a lo largo de un año. Si se marca la colocación de la punta de la barra en cada momento del año obtenemos un calendario solar. En esta imagen se ha hecho calculando la posición del sol en Barcelona a las 11 horas.

- Calendario persa (Calendario Jalāli)
- Calendario capadocio
- Calendario tailandés

- Calendario bengalí
- Calendario sánscrito
- Calendario malayalamo
- Calendario tamil

Los llamados calendarios fiscales también suelen ser calendarios solares. Debido a que el calendario islámico lunar estaba oficialmente en uso en gran parte del Imperio Otomano, se desarrolló un calendario fiscal con la ayuda del cual el impuesto anual siempre podía recaudarse en el momento de la cosecha.

## Calendarios solares siderales
Si la posición de la Tierra se calcula en relación con la posición de las estrellas fijas, entonces las fechas indican la constelación zodiacal cerca de la cual se encuentra el Sol. Tal calendario se llama calendario solar sideral.
El año civil medio de tal calendario se aproxima al año sideral .
El calendario hindú y el calendario bengalí son calendarios solares siderales. También suelen tener un año de 365 días y ocasionalmente añaden un día en un año bisiesto.

## Japón y el calendario solar
En Japón, el calendario lunisolar (calendario Tenpo) se usó hasta el 2 de diciembre de 1872 (31 de diciembre de 1872), pero en 1873 se introdujo el calendario gregoriano, que es el calendario solar, y la fecha de introducción se fijó en 1872.
Sin embargo, incluso antes de eso, fue utilizado por los cristianos desde el final del período de los Reinos Combatientes. El economista político Toshiaki Honda (1744 - 1821) en el período Edo predica la conveniencia del calendario solar. Los académicos Nakai Riken (1732–1817) y Yamagata Bantō (1748–1821) hicieron una muestra del calendario solar. Gentaku Otsuki, un erudito holandés, celebró el Año Nuevo holandés el 11 de noviembre (1 de enero de 1795), el sexto año de la era Kansei. Después del primer año de Ansei (1854), el primer calendario solar a gran escala de Japón, el "Calendario Ordinario Universal", fue publicado por Kagesuke Shibukawa, (1787–1856), Jefe del Observatorio Astronómico Nacional de Edo de 1809 a 1856.